# Миток (Миток)
Миток (рум. Mitoc) насеље је у Румунији у округу Ботошани у општини Миток. Oпштина се налази на надморској висини од 90 m.

## Становништво
Према подацима из 2002. године у насељу је живело 2033 становника, од којих су сви румунске националности.

### Хронологија
| Година       | 1992 | 1993 | 1994 | 1995 | 1996 | 1997 | 1998 | 1999 | 2000 | 2001 | 2002 | 2003 | 2004 | 2005 | 2006 | 2007 | 2008 | 2009 | 2010 | 2011 | 2012 | 2013 | 2014 | 2015 | 2016 | 2017 |
| ------------ | ---- | ---- | ---- | ---- | ---- | ---- | ---- | ---- | ---- | ---- | ---- | ---- | ---- | ---- | ---- | ---- | ---- | ---- | ---- | ---- | ---- | ---- | ---- | ---- | ---- | ---- |
| Становништво | 2238 | 2180 | 2132 | 2098 | 2132 | 2140 | 2145 | 2118 | 2147 | 2140 | 2118 | 2127 | 2152 | 2134 | 2117 | 2069 | 2052 | 2029 | 2017 | 1987 | 1963 | 1963 | 1943 | 1911 | 1889 | 1861 |